# Brunråtta
Brunråtta, eller vandringsråtta, (Rattus norvegicus) är en gnagare i familjen råttdjur som är vanlig i stora delar av världen. Den härstammar förmodligen från Centralasien, men har med hjälp av människan spridit sig till alla kontinenter förutom Antarktis. Brunråttan har även domesticerats och kallas då tamråtta. Selektiv avel av brunråttan ligger bakom de vita råttor som används som försöksdjur vid laboratorier.

## Utbredning
Ursprungligen förekom brunråttan i sydöstra Sibirien, nordöstra Kina och delar av Japan. Människan har spridit arten, och idag förekommer den i närheten av människan över stora delar av världen.

## Systematik
Brunråttan kallades tidigare även hannoverråtta av människor som ville länka 1700-talets problem i England med hannoverborna. Den engelske naturforskaren John Berkenhout beskrev arten taxonomiskt 1769 i sin bok Outlines of the Natural History of Great Britain och gav den då det vetenskapliga namnet Rattus norvegicus (norsk råtta). Berkenhout trodde felaktigt att brunråttan hade kommit till England via norska fartyg år 1728, men brunråttan förekom inte i Norge vid den tiden.
I början och i mitten av 1800-talet, var brittiska akademiker medvetna om att brunråttan inte härstammade från Norge, och framlade en (felaktig) hypotes om att den hade kommit från Irland, Gibraltar eller över Engelska kanalen med den engelske kungen William I. Dock började redan så tidigt som år 1850 en mer korrekt förståelse av brunråttans ursprung att utvecklas. Charles Dickens Jr., son till den brittiske författaren Charles Dickens, skrev i sin veckotidning All The Year Round, den 2 juni 1888:
| ” | Det är ett mysterium från vilket land den mest kända arten av råttor, den vanliga brunråttan, stammar. I böcker och på andra ställen, kallas den ofta ”'norsk råtta”, och den sägs ha kommit till detta land med fartyg lastade med virke från Norge. Mot denna hypotes talar det faktum att när brunråttan väl blivit vanlig i detta land var den okänd i Norge, fastän där sedan tidigare funnits ett litet råttliknande djur som i verkligheten var en lämmel. | „ |

Mot slutet av 1800-talet började forskarna förstå brunråttans ursprung och dess ändrade etymologi, vilket kan ses i Natural History som skrevs år 1895 av den amerikanske forskaren Alfred Henry Miles:
| ” | Brunråttan är den art som är vanlig i England, och den mest kända i hela världen. Den sägs ha kommit från Persien till England för mindre än tvåhundra år sedan och ha spridits därifrån till andra länder som besökts av engelska skepp. | „ |

Fastän man ännu på 1900-talet inte fullt ut förstod artens ursprung, hade biologerna slagit fast att brunråttan inte härstammade från Norge och att den snarare kom från Centralasien och (sannolikt) från Kina.

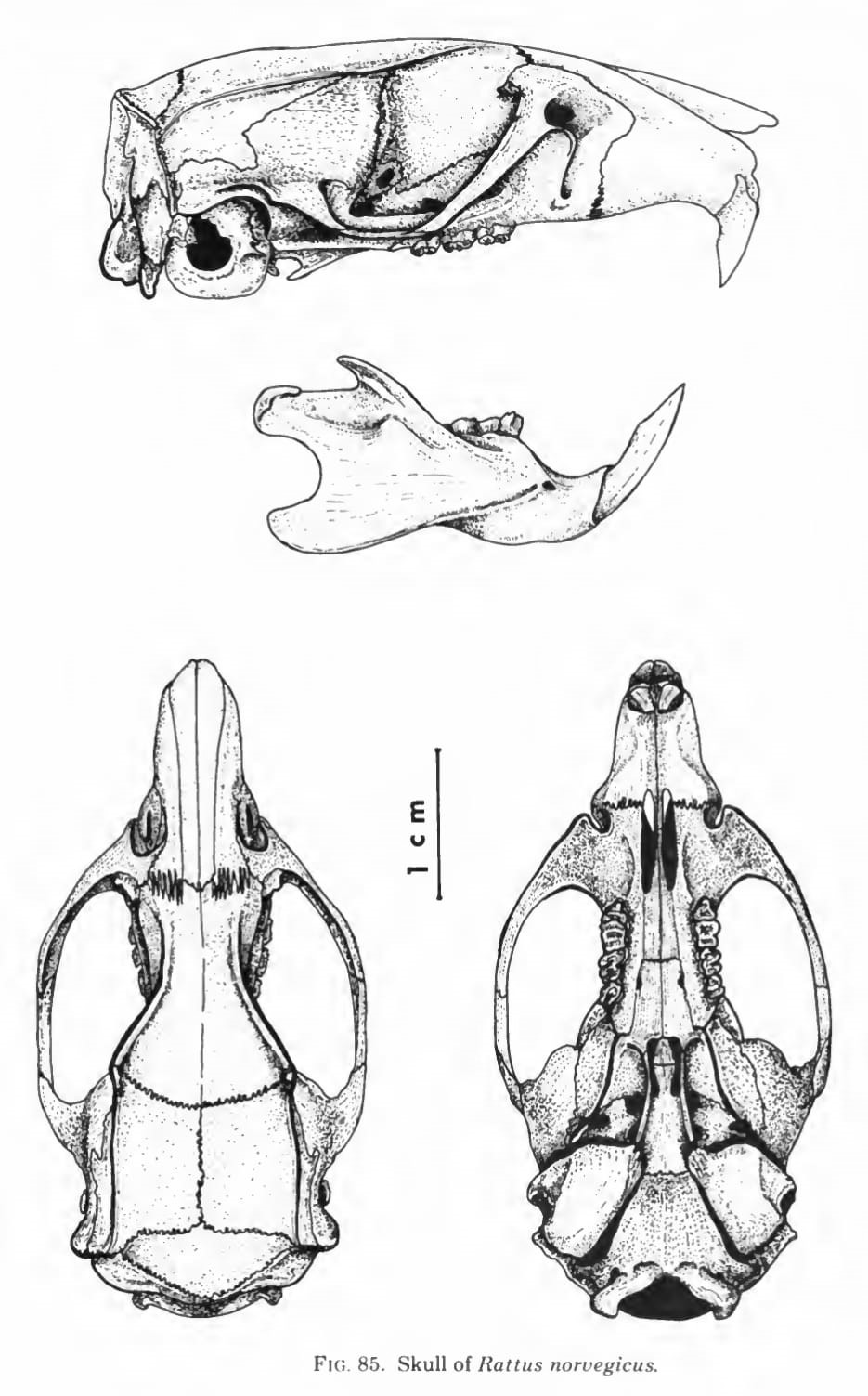
Kranium hos brunråtta.

I Sverige har brunråttan under 1900-talet expanderat och helt trängt undan svartråttan. Orsakerna till att svartråttan på 1950-talet försvann var flera, bland annat byggnadsteknikens modernisering, men konkurrensen med brunråttan var en dominerande faktor.

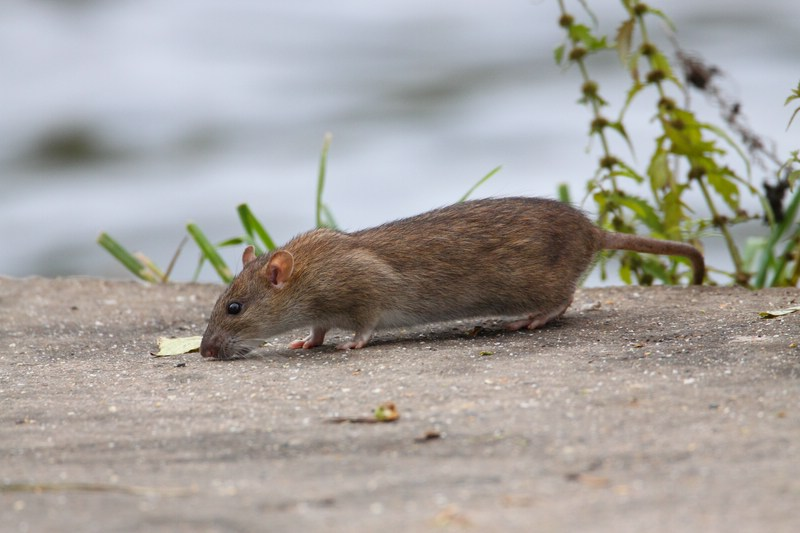
Brunråttan har kortare svans än svartråttan.

## Utseende och anatomi
Brunråttans päls är grov och oftast brun eller mörkgrå, medan undersidan är ljusgrå eller ljusbrun. Kroppslängden är 20 – 26 centimeter, om svansen inte är inräknad. Svansen är något kortare än kroppen, vilket särskiljer den från svartråttan, vars svans är påtagligt längre än kroppen. En adult (vuxen) brunråttehane väger i genomsnitt 550 gram, honor 350 gram, men stora individer kan nå 900 gram. Råttor som väger över ett kilogram är ovanliga, och berättelser om råttor stora som katter är oftast överdrifter eller felidentifieringar av andra gnagare, såsom sumpbäver och bisamråtta.
Brunråttan har god hörsel, är känslig mot ultraljud och har ett mycket välutvecklat luktsinne. Dess normala hjärtfrekvens är 300 till 400 slag per minut, med en andningsfrekvens på cirka 100 per minut. En pigmenterad råttas synskärpa är dålig, ungefär 6/180, medan en icke-pigmenterad råtta (albino) - som inte har någon pigmentansamling i ögonen - har en synskärpa på ungefär 6/360 och en rejäl ljusspridning inom synfältet.
Brunråttan är en dikromat som uppfattar färger på nästan samma sätt som en människa med röd-grön färgblindhet, och deras förmåga att uppfatta färgmättnad är svag. Dock har brunråttan UV-receptorer som tillåter den att se ultraviolett ljus som andra arter inte kan.

## Ekologi
Brunråttan är för det mesta nattaktiv. De tillbringar mycket tid i hålor i marken eller i exempelvis avlopp och källare. Brunråttan är bra på att gräva, och gräver ofta omfattande hålsystem. Den är en god simmare, både på ytan och under vattnet, men till skillnad från den närstående svartråttan är den en dålig klättrare. En studie från 2007 visade att brunråttor har metakognition, en mental förmåga som annars bara hittats hos människor, en del primater och delfiner. Denna tolkning ifrågasattes dock av en annan forskargrupp året efter.

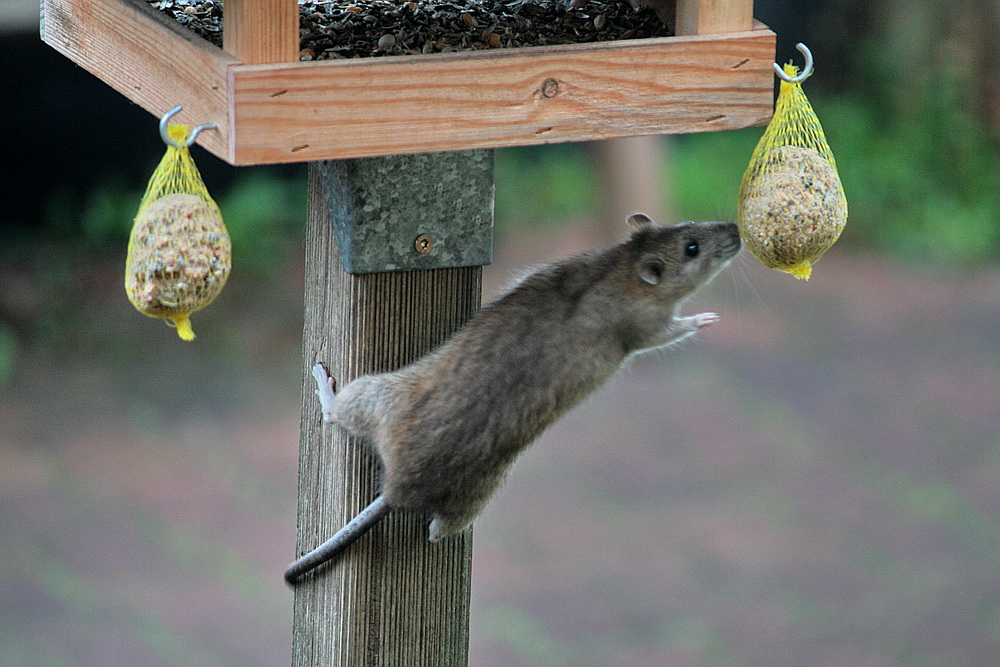
Brunråttan söker gärna mat runt människoboningar.

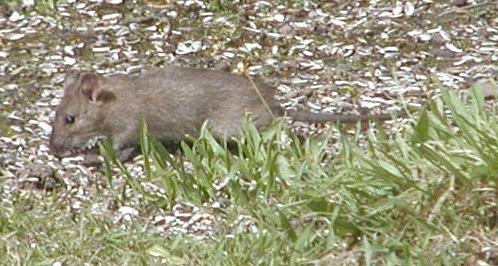
Brunråtta som äter solrosfrön.

### Föda
Brunråttan är en äkta allätare och äter nästan vad som helst, men spannmål utgör en betydande del av kosten.
Födosökbeteenden är ofta populationsspecifika, och varierar beroende på miljö och födotillgång. Brunråttor som bor nära en fiskodling i West Virginia fångar till exempel mindre fiskar som är lika stora som människans finger. Vissa råttkolonier längs floden Po i Italien, dyker efter blötdjur,, ett beteende som påvisar social inlärning bland medlemmar av denna art. Råttor på ön Norderoog i Nordsjön jagar och dödar sparvar och änder.

### Fortplantning och livscykel
Brunråttan kan fortplanta sig hela året om förhållandena är lämpliga. En honråtta föder upp till fem kullar per år. Dräktighetstiden är bara 22-24 dagar. Brunråttan får vanligen 6-8 ungar per kull men kan undantagsvis få upp till 20 ungar. Honan kan para sig omedelbart efter att hon har fött. När honråttan har mjölk har den en 24-timmars rytm
Den maximala livslängden är upp till fyra år, även om de flesta vilda råttor sällan överlever ens ett år. Den årliga dödligheten beräknas vara 95 procent. Rovdjur och konflikter inom arten är de huvudsakliga dödsorsakerna.

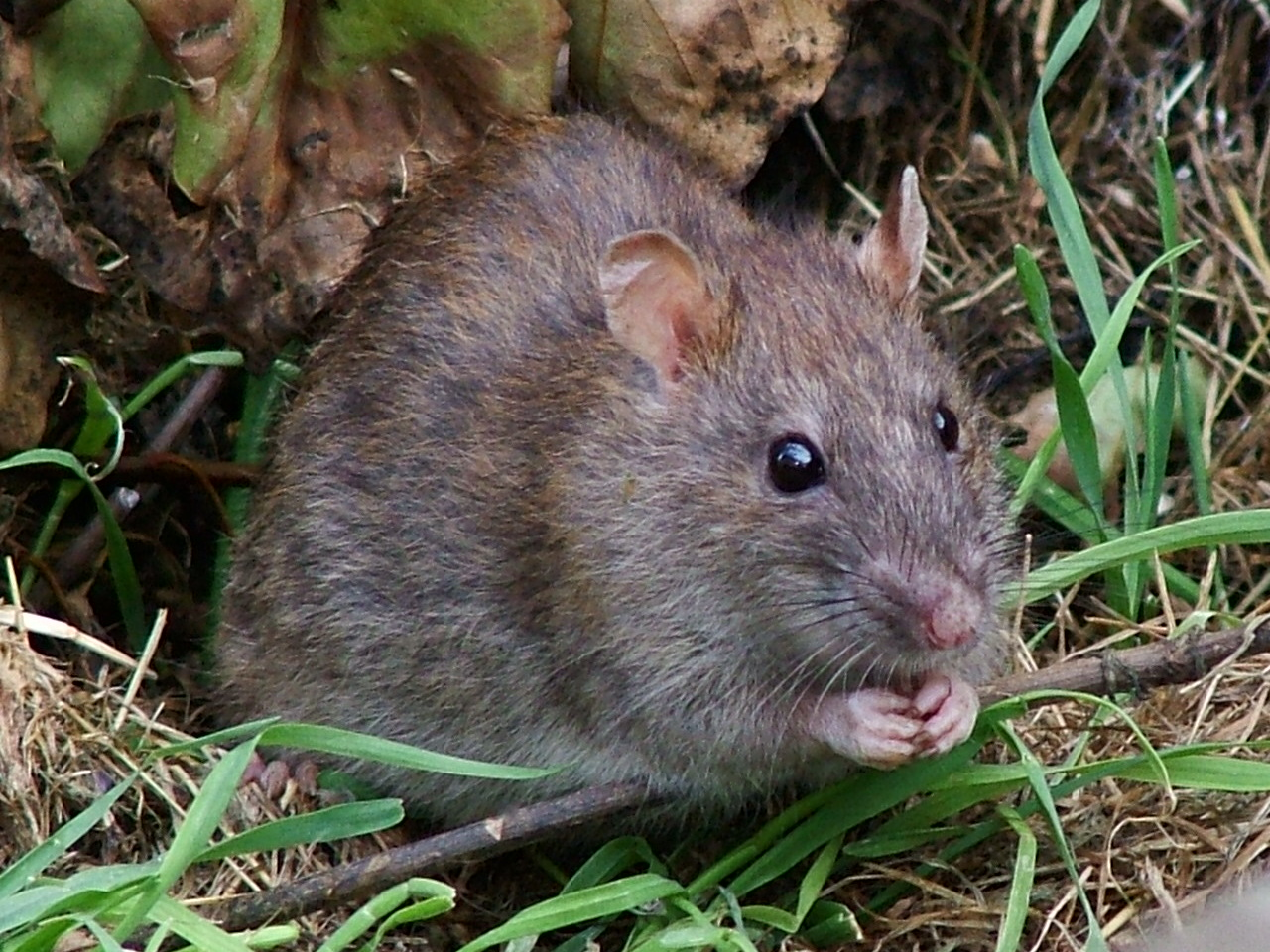
Brunråttan har ofta framtassarna lyfta från marken.

### Socialt beteende
Råttsamhällets struktur och förhållandet mellan medlemmarna tolkas emellertid olika av forskarna. Det beror på att djur som lever inomhus och i laboratorier utvecklar beteendemönster som skiljer sig från det normala, men också på att det är svårt att utföra långvarigare beteendestudier på fritt levande populationer av djur som påverkas av mänskliga aktiviteter. Man vet dock att större råttsamhällen indelas i klaner eller storfamiljer som försvarar sig mot andra klaner och inkräktare utifrån. Inom klanen råder en rangordning där varje individ har sin egen plats.
Det är vanligt att råttor tvättar varandra och sover tillsammans. Grupper av råttor brukar "låtsasslåss", vilket kan innebära en kombination av hopp, förföljande, tumlande och boxning. Låtsasslagsmål innebär att råttorna överfaller varandras halsar, medan allvarliga slagsmål innebär angrepp mot den andras ryggslut.

### Läten

#### Ultraljudsläten
Brunråttor kan framkalla ultraljudsläten. Råttungar använder olika typer av ultraljudsrop för att få fram och styra moderns sökbeteende, liksom att reglera moderns rörelser i boet. När råttungar är en vecka gamla åstadkommer de ultraljud bland vilka råttor som helst. Vuxna råttor utsänder ultraljudsläten som svar på rovdjur eller upplevd fara. Frekvensen och varaktigheten på sådana rop beror på råttans kön och fortplantningsstatus. Honråttor avger också ultraljudsläten under parning.
Brunråttor kan också ge ifrån sig korta, högfrekventa, socialt förorsakade läten under våldsamma eller tumlande lekstunder, innan de får morfin, när de parar sig och när de blir kittlade. Ljudet beskrivs som ett tydligt "kvittrande", som liknar skratt, och tolkas som en förväntan på något givande.
Andra ultraljudsläten, som ett lågfrekvent "boom" eller "whoom", kan produceras av hanråttor i lugnt tillstånd, när de tvättar sig eller slår sig ned för att sova.

#### För människan hörbara läten
Brunråttor skapar också läten som kan höras av människor. Det vanligaste hörda lätet från tamråttor är tandknastrande, som i de flesta fall utlöses av lycka, men kan också vara "självtröst" i stressade situationer. Lätet beskrivs bäst som antingen ett snabbt klick eller skorrande ljud som varierar från råtta till råtta.
Dessutom piper brunråttor i allmänhet längs en rad av toner från höga plötsliga skrik av smärta, till mjuka 'sjungande' ljud under möten.

## Brunråttan och människan
Brunråttan har en nära relation till människan. Ursprungligen förekom den i sydöstra Sibirien, nordöstra Kina och delar av Japan men människan har spridit arten och idag förekommer den i närheten av människan över stora delar av världen.
Antal råttor har ökat i de svenska storstäderna de senaste decennierna, inte minst i Stockholm. 80 procent av stockholmarna har sett en eller flera råttor i innerstaden.

### Som skadedjur
Brunråttan kategoriseras som skadedjur. Varje år orsakar brunråttor globalt skador för miljontals kronor då den ödelägger grödor och redskap, skadar hus och infrastruktur, exempelvis genom att tugga sig igenom elkablar eller förstöra avloppsrör. De äter också utsäde och förstör lager med mat då de urinerar eller defekerar på dem.
Brunråttan sprider även sjukdomar till husdjur och därigenom till människan, exempelvis olika former av campylobacter. Men som direkt smittokälla till människan är den inte ett lika stort problem som exempelvis svartråtta. Anders Tegnell, statsepidemiolog på Folkhälsomyndigheten i Sverige, säger exempelvis om brunråttans smittspridning i städer direkt till människor att det är ett hyfsat ogrundat påstående.
Brunråttan är även en invasiv art i vissa områden. På grund av människans spridning av arten har den genom predation och konkurrens orsakat, eller varit del i att andra vilda arter dött ut eller att deras utbredning minskat dramatiskt, vilket påverkat däggdjur, fåglar, reptiler och ryggradslösa djur. Brunråttan påverkar även många växter negativt, både vilda och odlade då de äter frön och groddar.